# Kimberly Wyatt
Kimberly Wyatt (Warrensburg (Missouri), 4 februari 1982) is een Amerikaanse zangeres, danseres, choreografe, actrice en televisiepersoonlijkheid. Ze was lid van de Pussycat Dolls.

## Biografie
Kimberly Wyatt werd geboren in Warrensburg, een universiteitsstad ten oosten van Kansas City in de staat Missouri. Haar vader was een trucker en haar moeder reisde met hem. Voordat Wyatt ging dansen probeerde ze Tee-Ball en basketbal.
Wyatt begon te dansen op de leeftijd van zeven. Toen ze veertien was, won ze een beurs voor het Joffrey Ballet en het Broadway Dance Center in New York. Na haar studie vertrok ze als zeventienjarige naar Las Vegas om daar auditie te doen voor shows voor cruiseschepen en casino's. Ze werkte een tijd in een revue op de Royal Caribbean Explorer of the Seas, op dat moment het grootste cruiseschip ter wereld.
In 2001 verhuisde ze naar Los Angeles. Ondanks een aanbod van het Hubbard St. Dance Co in Chicago in 2002, werd Kimberly een van de dansers op de comedy sketchshow Cedric the Entertainer Presents.

In 2003 werkte ze mee aan The Black Eyed Peas video Shut Up. Daarnaast was ze choreograaf en danseres voor een muziekvideo voor Nick Lachey's soloalbum. Tijdens de videosessie met choreograaf Robin Antin, de oprichter van de Pussycat Dolls, werd Wyatt gevraagd om tot de groep toe te treden.
In 2010 is het bekend geworden dat Kimberly de Pussycat Dolls heeft verlaten. Momenteel is ze lid van de groep Her Majesty and the Wolves.
Wyatt zit ook in de jury van de Engelse danstalentenshow Got To Dance.